# Oberea inclusa
Oberea inclusa är en skalbaggsart som beskrevs av Francis Polkinghorne Pascoe 1858. Oberea inclusa ingår i släktet Oberea och familjen långhorningar. Inga underarter finns listade i Catalogue of Life.